# Motherwell Football Club 2022-2023
Questa voce raccoglie le informazioni riguardanti il Motherwell Football Club nelle competizioni ufficiali della stagione 2022-2023.

## Stagione
- In Scottish Premiership il Motherwell si classifica al 7º posto (50 punti), dietro al St. Mirren e davanti al Livingston.
- In Scottish Cup viene eliminato al quinto turno dal Raith Rovers (1-3).
- In Scottish League Cup viene eliminato ai quarti di finale dal Celtic (0-4).
- in Conference League viene eliminato al secondo turno di qualificazione dagli irlandesi dello Sligo Rovers (0-3 complessivo).

## Maglie e sponsor
Il fornitore tecnico per la stagione 2022-2023 è Macron, mentre lo sponsor ufficiale è Paycare.
| Casa | Trasferta |

### Rosa 2022-2023
Aggiornata al 24 maggio 2023.
| N. |                        | Ruolo | Calciatore        |
| -- | ---------------------- | ----- | ----------------- |
| 1  | Scozia (bandiera)      | P     | Liam Kelly        |
| 2  | Scozia (bandiera)      | D     | Stephen O'Donnell |
| 3  | Irlanda (bandiera)     | D     | Jake Carroll      |
| 4  | Scozia (bandiera)      | D     | Ricki Lamie       |
| 5  | Uganda (bandiera)      | D     | Bevis Mugabi      |
| 7  | Scozia (bandiera)      | C     | Blair Spittal     |
| 8  | Inghilterra (bandiera) | C     | Callum Slattery   |
| 9  | Paesi Bassi (bandiera) | A     | Kevin van Veen    |
| 11 | Stati Uniti (bandiera) | A     | Joseph Efford     |
| 12 | Inghilterra (bandiera) | C     | Oliver Crankshaw  |
| 13 | Inghilterra (bandiera) | P     | Aston Oxborough   |
| 14 | Giappone (bandiera)    | C     | Riku Danzaki      |
| 15 | Scozia (bandiera)      | A     | Jack Aitchison    |
| 16 | Scozia (bandiera)      | D     | Paul McGinn       |
| 17 | Scozia (bandiera)      | C     | Stuart McKinstry  |

| N. |                        | Ruolo | Calciatore      |
| -- | ---------------------- | ----- | --------------- |
| 18 | Scozia (bandiera)      | C     | Dean Cornelius  |
| 19 | Inghilterra (bandiera) | D     | Nathan McGinley |
| 20 | Irlanda (bandiera)     | D     | Shane Blaney    |
| 21 | Francia (bandiera)     | A     | Mikael Mandron  |
| 22 | Scozia (bandiera)      | D     | Max Johnston    |
| 23 | Inghilterra (bandiera) | C     | Josh Morris     |
| 24 | Irlanda (bandiera)     | D     | James Furlong   |
| 26 | Irlanda (bandiera)     | C     | Ross Tierney    |
| 27 | Inghilterra (bandiera) | C     | Sean Goss       |
| 31 | Scozia (bandiera)      | P     | Matty Connelly  |
| 38 | Scozia (bandiera)      | C     | Lennon Miller   |
| 52 | Irlanda (bandiera)     | D     | Dan Casey       |
| 53 | Canada (bandiera)      | C     | Harry Paton     |
| 66 | Scozia (bandiera)      | C     | Calum Butcher   |
| 99 | Inghilterra (bandiera) | A     | Jonathan Obika  |